# Тіба Кадзухіко
Кадзухіко Тіба (яп. 千葉 和彦, нар. 21 червня 1985, Хоккайдо) — японський футболіст, захисник клубу «Санфрече Хіросіма».

## Ігрова кар'єра
У дорослому футболі дебютував 2004 року виступами за нідерландську команду «Апелдорн» з другого дивізіону, в якій провів один сезон, взявши участь у 21 матчі чемпіонату. 
2005 року перейшов у «Дордрехт», але майже відразу відправився на батьківщину, ставши гравцем клубу «Альбірекс Ніїгата». Відіграв за команду з міста Ніїгати наступні шість сезонів своєї ігрової кар'єри. Більшість часу, проведеного у складі «Альбірекс Ніїгата», був основним гравцем захисту команди.
До складу клубу «Санфрече Хіросіма» приєднався на початку 2012 року. Відтоді встиг відіграти за команду з Хіросіми 163 матчі в національному чемпіонаті і по три рази виграв національний чемпіонат і Суперкубок.

## Національна збірна
У 2013 році зіграв один матч за національну збірну Японії в рамках Кубка Східної Азії проти Австралії (3:2) і разом з командою став тріумфатором турніру.

## Досягнення

### «Санфрече Хіросіма»
- Джей-ліга
  -  Чемпіон (3): 2012, 2013, 2015
- Суперкубок Японії
  -  Володар (3): 2013, 2014, 2016
- Клубний чемпіонат світу з футболу
  -  Бронзовий призер (1): 2015

### Збірна
- Переможець Кубка Східної Азії: 2013